# Kombi

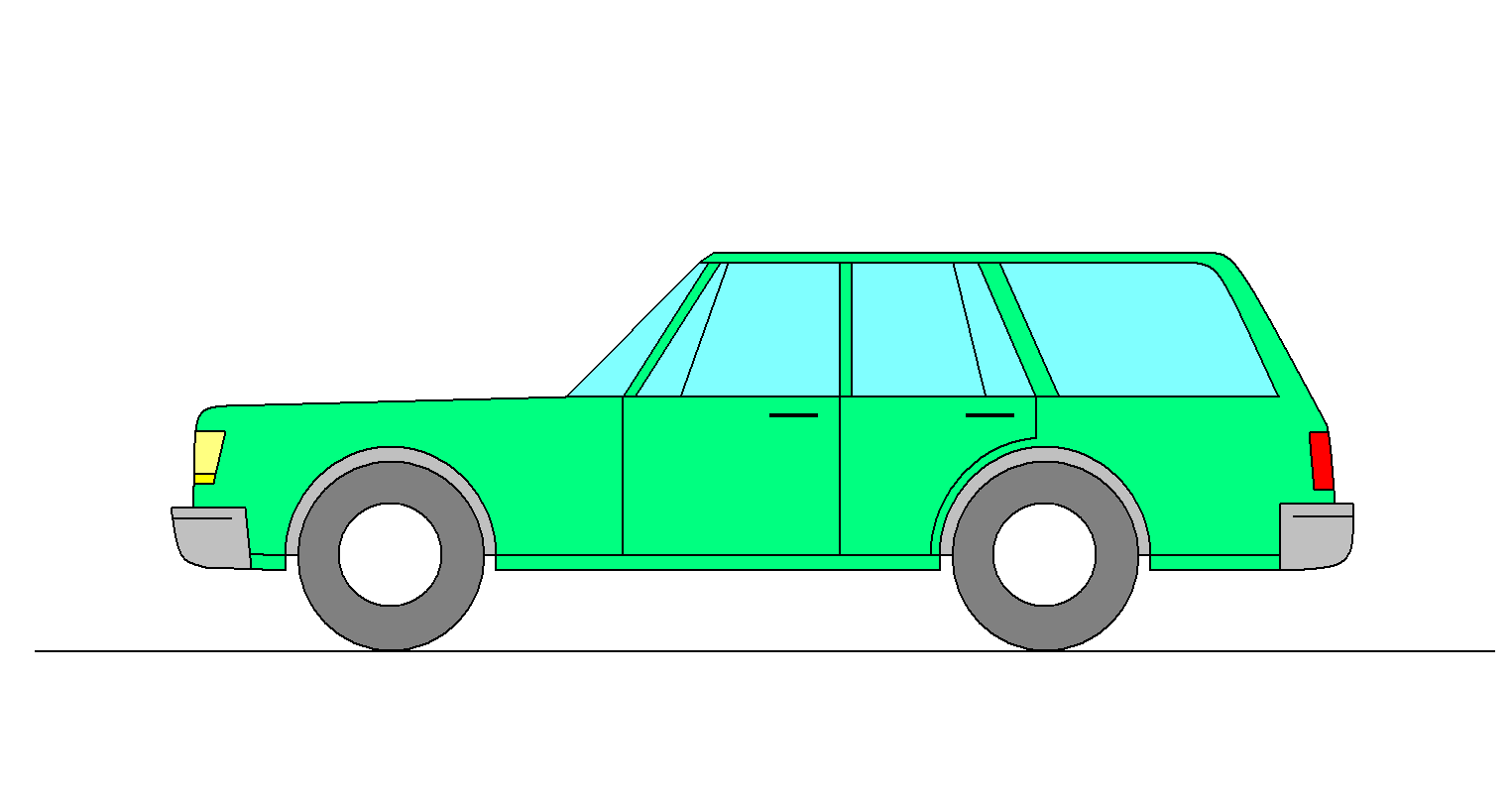
Kombi

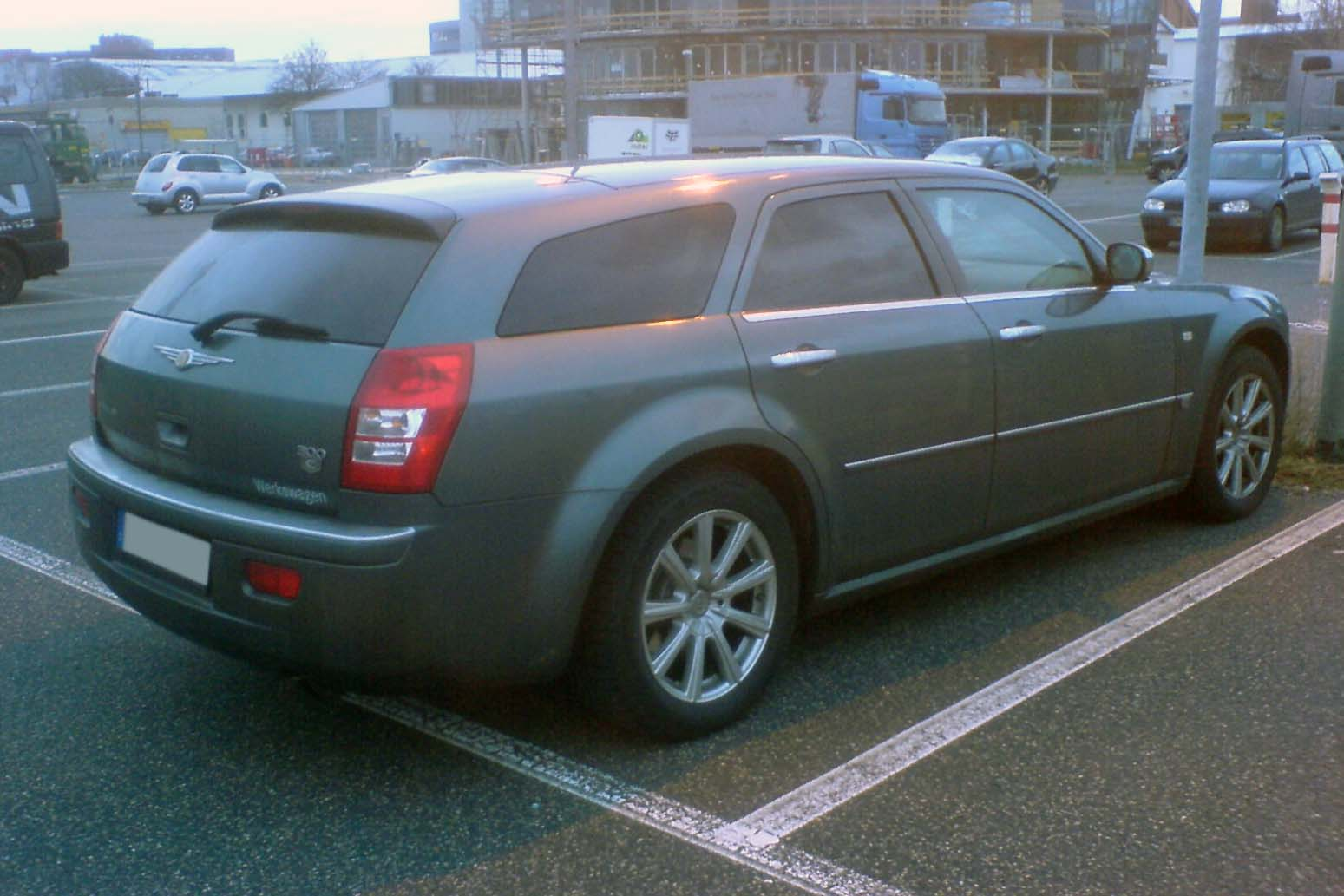
Chrysler 300C Touring

A kombi (Combi) olyan zárt karosszériás személygépkocsi, amely jelentős csomagtartóméreténél fogva nagyobb terhek szállítására is alkalmas. A kombi a limuzin után a másik legjellegzetesebb, leggyakoribb karosszériaváltozat. Főleg limuzinokból készül kombi is, de némely kiskategóriás autónak és sportkocsinak is előfordul kombiváltozata. A kombikat angolul gyakran wagon-nak, station wagon-nak, suburban-nek, vagy caravan-nak is nevezik, ezeken kívül sok gyártó sok különböző módon jelzi vagy nevezi még ezt a karosszériaváltozatot (Touring, Avant, Break stb.).

## Jellemzők
A kombiautók sajátossága a csomagtér megnövelése a tető meghosszabbításával: a csomagtér teteje azonos a tetőével, egy légtérbe kerülve az utastérrel. A csomagtartóajtó a lökhárítótól a tetőig ér, nagyméretű rakodási nyílást képezve. A nagyobb, jobban rakodható belmagasságért némely kombi a limuzinhoz képest magasított tetővel, valamint gyári csomagrögzítősínekkel készül, mivel a nagyobb felületű tető több csomag tetőn történő szállítását is lehetővé teszi. Leggyakrabban ötajtós jármű, de háromajtós is előfordul, főleg a kifejezetten áruszállításra kialakított változatnál, ebben az esetben a csomagtér zárt, ablaktalan. Hagyományos esetben a csomagtér is oldalablakokkal rendelkezik. A kombik hossza megegyezik a limuzinéval, amiből készül, ezen kívül általában erősebb motorokat szerelnek beléjük a nagyobb össztömeg miatt, ami a méretből, a tömegből és a szállítandó nagyobb teherből adódik össze. Számos kombi modell összkerékhajtással is rendelkezik.

## Fordítás
- Ez a szócikk részben vagy egészben  a   Station Wagon című angol Wikipédia-szócikk fordításán alapul.  Az eredeti cikk szerkesztőit annak laptörténete sorolja fel. Ez a jelzés csupán a megfogalmazás eredetét és a szerzői jogokat jelzi, nem szolgál a cikkben szereplő információk forrásmegjelöléseként.